# Partito Comunista di Norvegia
Il Partito Comunista di Norvegia (in norvegese Norges Kommunistiske Parti, NKP) è un partito politico norvegese di orientamento comunista e marxista-leninista, fondato nel 1923.
Fa parte dell'Iniziativa dei Partiti Comunisti e Operai d'Europa, di cui è stato tra i partiti fondatori.

## Struttura

### Presidenti
- Sverre Støstad (1923–1925)
- Peder Furubotn (1925–1930)
- Henry Wilhelm Kristiansen (1931–1934)
- Adam Egede-Nissen (1934–1946)
- Emil Løvlien (1946–1965)
- Reidar T. Larsen (1965–1975)
- Martin Gunnar Knutsen (1975–1982)
- Hans I. Kleven (1982–1987)
- Kåre André Nilsen (1987–1991)
- Ingve Iversen (1991–1993)
- Terje Krogh, Per Lothar Lindtner e Kjell Underlid (1993–1998)
- Per Lothar Lindtner e Kjell Underlid (1998–2000)
- Per Lothar Lindtner (2000–2001)
- Zafer Gözet (2001–2010)
- Svend Haakon Jacobsen (2010–2013)
- Jørgen Hovde (2013–2015)
- Runa Evensen (dal 2015)

### Vicepresidente
- Halvard Olsen (1923–1924)

### Segretario di partito
- Peder Furubotn (1923–)

### Leader parlamentari
- Emil Løvlien (1945–1949)
- Emil Løvlien (1954–1961)

## Risultati elettorali
| Elezione          | Voti    | %     | Seggi    |
| ----------------- | ------- | ----- | -------- |
| Parlamentari 1924 | 59.401  |       | 6 / 150  |
| Parlamentari 1927 | 40.075  |       | 3 / 150  |
| Parlamentari 1930 | 20.351  |       | 0 / 150  |
| Parlamentari 1933 | 22.773  |       | 0 / 150  |
| Parlamentari 1936 | 4.376   |       | 0 / 150  |
| Parlamentari 1945 | 176.535 |       | 11 / 150 |
| Parlamentari 1949 | 102.722 | 5,84  | 0 / 150  |
| Parlamentari 1953 | 90.422  | 5,08  | 3 / 150  |
| Parlamentari 1957 | 60.060  | 3,35  | 1 / 150  |
| Parlamentari 1961 | 53.678  | 2,92  | 0 / 150  |
| Parlamentari 1965 | 27.996  | 1,37  | 0 / 150  |
| Parlamentari 1969 | 21.517  | 1,00  | 0 / 150  |
| Parlamentari 1973 | 241.851 | 11,24 | 16 / 169 |
| Parlamentari 1977 | 8.448   | 0,37  | 0 / 169  |
| Parlamentari 1981 | 6.673   | 0,29  | 0 / 169  |
| Parlamentari 1985 | 4.245   | 0,16  | 0 / 169  |
| Parlamentari 1989 | N.D.    | N.D.  | 0 / 169  |
| Parlamentari 1993 | 361     | 0,01  | 0 / 169  |
| Parlamentari 1997 | 1.979   | 0,08  | 0 / 169  |
| Parlamentari 2001 | 1.726   | 0,07  | 0 / 169  |
| Parlamentari 2005 | 1.070   | 0,04  | 0 / 169  |
| Parlamentari 2009 | 697     | 0,03  | 0 / 169  |
| Parlamentari 2013 | 611     | 0,02  | 0 / 169  |
| Parlamentari 2017 | 309     | 0,01  | 0 / 169  |
| Parlamentari 2021 | 308     | 0,01  | 0 / 169  |
| 1.                |         |       |          |